# 三極委員会
三極委員会（さんきょくいいんかい、英: Trilateral Commission, 略称：TLC, 仏: Commission Trilatérale）は、国際社会における日本・北米・欧州（三極）の協同を促進する為に設立された非営利の政策協議組織である。世界各国から著名な政治家、官僚、財界人、学者、メディア、大企業取締役などが参加する。

三極委員会のロゴ

発足時の名称は「日米欧三極委員会」。

## 概要
1973年にデイビッド・ロックフェラー、ズビグネフ・ブレジンスキーらの働きにより、「日米欧委員会」として発足した。
日本・北米・ヨーロッパに設けられた三つの委員会によって総会が運営される。参加国は委員会の規定では「先進工業民主主義国」とされている。三極委員会の目的は、先進国共通の国内・国際問題等について共同研究及び討議を行い、政府及び民間の指導者に政策提言を行うことである。
欧州では90年代中頃に中欧諸国から、北米では2000年にメキシコから参加者があり、2000年以降にアジア太平洋地域の参加国が拡大されることから、日本委員会はアジア太平洋委員会となった。それにともない日本語名称は「日米欧委員会」から「三極委員会」に改称された。
2009年から中国、インドが参加。
三地域における現在の議長はそれぞれ、
- 欧州　ジャン・クロードトリシェ(2012～)
- 北米　メーガン・オサリバン(2019～)
- 日本　新浪剛史(2022～)

である。

## 関係者
著名人
- Robert Roosa - 創立役員の一人[3]。FRBの役員だったが、1962年にポール・ボルカーをアメリカ合衆国財務省の監査として雇った[4]。他のキャリアとして、ブラウン・ブラザーズ・ハリマンの共同経営者、ブルッキングス研究所会長。

日本の関係者
- 渡辺武 - 発足時の日本委員会委員長。
- 大來佐武郎 - 以下、同委員。
- 宮沢喜一
- 牛場信彦
- 永野重雄
- 岩佐凱実
- 土光敏夫
- 盛田昭夫
- 長谷川閑史

現在のメンバー
- 新浪剛史（アジア太平洋委員会議長）
- 長谷川閑史（アジア太平洋委員会名誉会長）
- 田中明彦（アジア太平洋委員会名誉会長、前議長）
- 池田祐久（アジア太平洋委員会ディレクター、アジア太平洋委員会執行委員）
- 中尾武彦（アジア太平洋委員会執行委員）
- 狩野功（アジア太平洋委員会執行委員）
- 近藤正晃ジェームス（アジア太平洋委員会執行委員）
- 杉崎重光
- 勝又英子
- 藤井卓也
- 藤崎一郎
- 船橋洋一
- 行天豊雄
- 濱口博史
- 平井康光
- 堀井 昭成
- 伊藤 仁
- 伊藤錬
- 柏木 茂介
- 勝栄二郎
- 川名浩一
- 小林いずみ
- 児島明
- 河野太郎
- 小泉進次郎
- 国部毅
- チャールズ D.レイク
- 三毛兼承
- 村瀬悟
- 中村邦晴
- 奥田健太郎
- 櫻田謙悟
- 佐藤康博
- 塩崎恭久
- 高原明生
- 武見敬三
- 田中均
- 田中直毅
- 田中伸男
- 田代桂子
- 津川清
- 辻慎吾
- 津谷正明
- 渡邊博史
- 小木曽麻里

デイビット・ロックフェラー フェロー（David Rockefeller Fellows）
- 城口洋平
- 北川拓也
- 瀧口友里奈
- 川井大介

三極委員会へ日本代表として出席するメンバーは、経済同友会や経団連の一部メンバーと重複している。
日米合同委員会とも省庁のメンバーと出席者が関係しているとも言われている。

## 開催地
※原則として年次総会は毎年1回3日間、三地域（アジア太平洋、ヨーロッパ、北米）の持ち回りにより開催される。
- 第51回　COVID-19により、三地域それぞれバーチャルミーティング(オンライン会議)  (2020年6月22日-11月13日)
- 第50回　フランス、パリ　(2019年6月14日-16日)
- 第49回　シンガポール共和国、シンガポール　（2018年3月23日-25日）
- 第48回　アメリカ合衆国、ワシントンD.C.　（2017年3月24日-26日）
- 第47回　イタリア、ローマ　（2016年4月15日-17日）
- 第46回　韓国、ソウル  (2015年4月24日-26日)
- 第45回　アメリカ合衆国、ワシントンD.C.　（2014年4月25日-27日）
- 第44回　ドイツ、ベルリン　（2013年5月15日-17日）
- 第43回　日本、東京　（2012年4月21日-22日）
- 第42回　アメリカ合衆国、ワシントンD.C.　（2011年4月8日-10日）
- 第41回　アイルランド、ダブリン　（2010年5月7日-9日）
- 第40回　日本、東京　（2009年4月25日-26日）
- 第39回　アメリカ合衆国、ワシントンD.C.　（2008年4月25日-28日）
- 第38回　ベルギー、ブリュッセル　（2007年3月16日-19日）
- 第37回　日本、東京　（2006年4月22日-24日）
- 第36回　アメリカ合衆国、ワシントンD.C.　（2005年4月15日-18日）
- 第35回　ポーランド、ワルシャワ　（2004年5月7日-10日）
- 第34回　韓国、ソウル　（2003年4月11日-14日）
- 第33回　アメリカ合衆国、ワシントンD.C.　（2002年4月8日-10日）
- 第32回　イギリス、ロンドン　（2001年3月9日-12日）
- 第31回　日本、東京　（2000年4月8日-10日）
- 第30回　アメリカ合衆国、ワシントンD.C.　（1999年3月13日-15日）
- 第29回　ドイツ、ベルリン　（1998年3月21日-23日）
- 第28回　日本、東京　（1997年3月22日-24日）
- 第27回　カナダ、バンクーバー　（1996年4月19日-22日）
- 第26回　デンマーク、コペンハーゲン　（1995年4月22日-24日）
- 第25回　日本、東京　（1994年4月9日-11日）
- 第24回　アメリカ合衆国、ワシントンD.C.　（1993年3月27日-29日）
- 第23回　ポルトガル、リスボン　（1992年4月25日-27日）
- 第22回　日本、東京　（1991年4月20日-21日）
- 第21回　アメリカ合衆国、ワシントンD.C.　（1990年4月21日-23日）
- 第20回　フランス、パリ　（1989年4月8日-10日）
- 第19回　日本、東京　（1988年4月9日-11日）
- 第18回　アメリカ合衆国、サンフランシスコ　（1987年3月21日-23日）
- 第17回　スペイン、マドリッド　（1986年5月17日-19日）
- 第16回　日本、東京　（1985年4月21日-23日）
- 第15回　アメリカ合衆国、ワシントンD.C.　（1984年4月1日-3日）
- 第14回　イタリア、ローマ　（1983年4月17日-19日）
- 第13回　日本、東京　（1982年4月4日-6日）
- 第12回　アメリカ合衆国、ワシントンD.C.　（1981年3月29日-31日）
- 第11回　イギリス、ロンドン　（1980年3月23日-25日）
- 第10回　日本、東京　（1979年4月22日-24日）
- 第09回　アメリカ合衆国、ワシントンD.C.　（1978年6月10日-13日）
- 第08回　ドイツ、ボン　（1977年10月22日-25日）
- 第07回　日本、東京　（1977年1月9日-11日）
- 第06回　カナダ、オタワ　（1976年5月9日-12日）
- 第05回　フランス、パリ　（1975年11月29日-12月1日）
- 第04回　日本、東京・京都　（1975年5月27日-31日）
- 第03回　アメリカ合衆国、ワシントンD.C.　（1974年12月8日-10日）
- 第02回　ベルギー、ブリュッセル　（1974年6月23日-25日）
- 第01回　日本、東京　（1973年10月21日-23日）